# Politične znanosti
Politične znanosti (vede) oziroma s skupno besedo politologija je skupek družbenih ved, ki se ukvarjajo s preučevanjem politike, političnega življenja in odnosov ter vlogo človeka v politiki. Izraz »politične znanosti« je pravzaprav napačen (ker obstaja samo tista, ena politična znanost) - napaka izhaja iz izraza za »pravne znanosti«, ker se pravo deli na »ljudsko« in »cerkveno (kanonsko) pravo«.

## Politologija na univerzah
Politične vede, kakor se poučujejo na dodiplomski ravni na Fakulteti za družbene vede v Ljubljani, so:
- teoretsko-analitska politologija,
- analiza politik in javna uprava (tudi primerjalne politike)
- mednarodni odnosi
- obramboslovje in
- evropske študije (interdisciplinarni študij)

Na mnogih drugih univerzah po svetu se politologija ne deli. Vendar najdemo tudi študijske smeri »politične psihologije«, »mednarodnega razvoja«, »političnih teorij«, »primerjalne politologije« itd.

## Politologija kot pojem
Politologija ima pri definiciji svojega objekta raziskovanja, politike, v vsakem jeziku težave. Kajti le v angleščini je delitev jasna. Politika je namreč tripartitni pojem, sestavljen iz:
- »politics«: politični procesi, dejanja - pogajanja itd.
- »policy«: politične vsebine (politična polja) - zdravniška politika itd.
- »polity«: politična telesa (institucije, posamezniki) - parlamenti itd.

## Zgodovina
Za pionirja na področju politologije velja grški filozof Platon (»Država«). 
Vendar se je politologija kot študijska smer uveljavila šele konec 19. stoletja, ko so bili ustanovljeni prvi oddelki na univerzah v severni Ameriki. V Evropi se je razvila v okviru »demokratične vzgoje« (torej v smislu denacifikacije) po drugi svetovni vojni. Tako se je najprej poučevala v Nemčiji, nato v Avstriji (kjer so prvi profesorji postali prvotno izučeni pravniki, teologi, zgodovinarji ipd.) in drugod. 
Kmalu se je razvila šola behaviorizma. V tem kontekstu se je politologija oziroma celo družboslovje začelo zgledovat po naravoslovju. Tako so v politologijo prešli analitična strogost (tudi matematični modeli) ter metodološka rigoroznost (statistični procesi).

## Politologija kot znanstvena praksa
Žal javnost pogosto izenači politologa z politikom. Vendar moramo razlikovati med tema pojmoma: politik-javna oseba, ki se ukvarja s politiko oz. urejanjem javnih zadev, politolog pa se ukvarja s političnimi vprašanji na znanstvenem nivoju. 
Pomembni predmeti raziskovanja so za politologijo predvsem: strukturni problemi demokracije, politične stranke, družbena gibanja, mednarodni odnosi, državne intervencije, gospodarska politika, javno mnenje, množični mediji, obnažanje volivcev ipd. 